# WKJY
WKJY（98.3 FM，“KJOY 98.3”）是位于美国纽约州纳苏县亨普斯特德的一个成人当代音乐广播电台，工作室位于纽约州纳苏县法明代尔，由Connoisseur Media, LLC开办。范围覆盖长岛及纽约东部，发射功率3千瓦。